# 宏昌工廠大廈

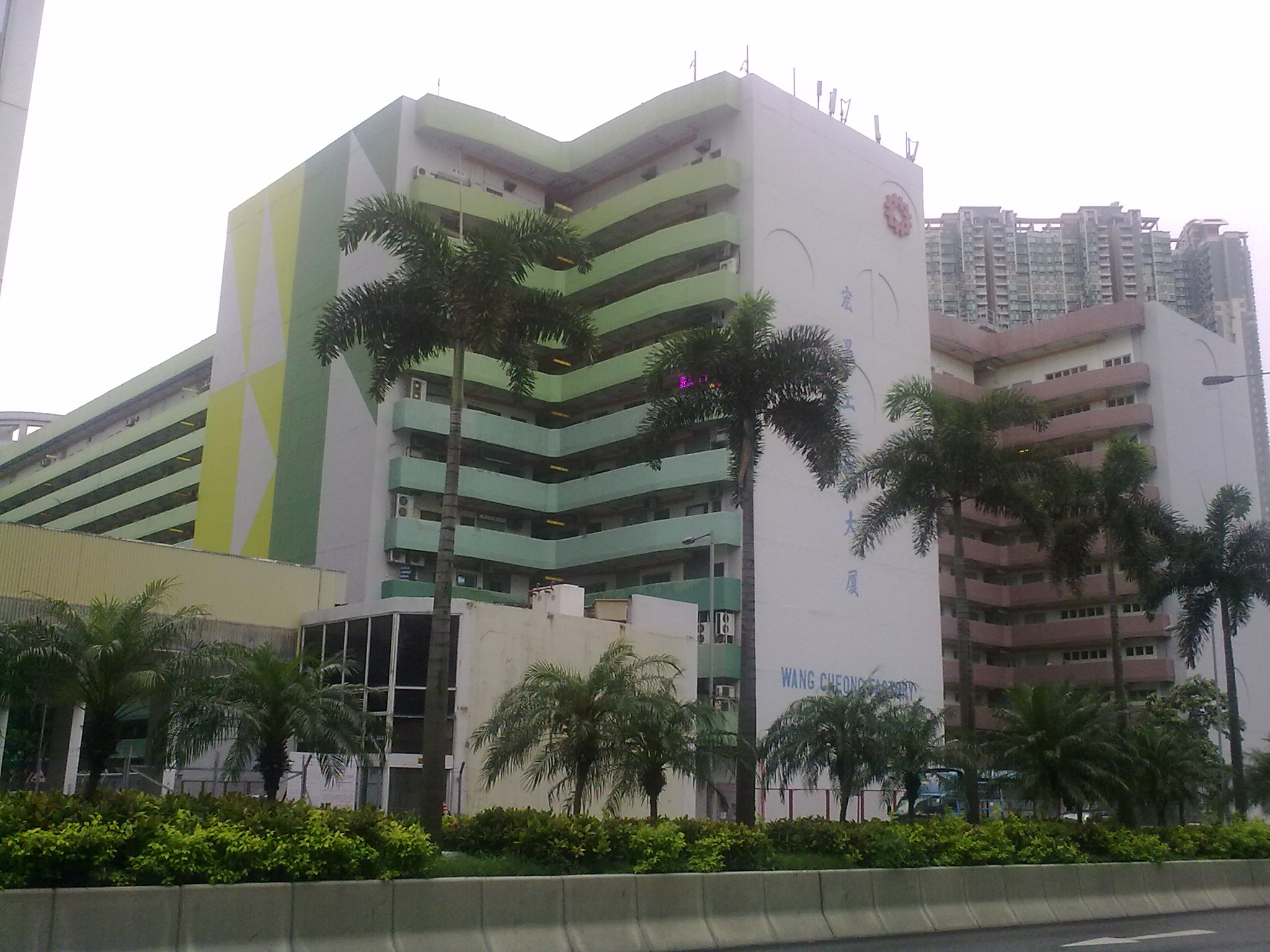
宏昌工廠大廈及宏昌大廈（分別為左邊綠色外牆及右邊紅色外牆建築，2014年）

宏昌工廠大廈（英語：Wang Cheong Factory Estate），是位於香港九龍深水埗區長沙灣的一座工廠大廈，門牌號碼荔枝角道781號，鄰近長沙灣蔬菜批發市場及長沙灣臨時家禽批發市場，由香港房屋委員會在1984年11月興建而成，是房委會最後一個廠廈項目，亦是首個採用預應力混凝土樁的房委會項目。
宏昌工廠大廈原設有第一及第二座，兩者皆有11層高，其後前政府物料供應處購入第二座作為九龍總部及政府物料倉庫，並易名為宏昌大廈（英語：Wang Cheong Building；門牌號碼荔枝角道783號）。至於原本的第一座仍作出租用途，提供逾一千個小型工廠單位，出租面積約2.6萬平方公尺，進駐的廠戶業務多元，主要為工程、裝修、印刷、蒸籠及紙製祭品製作等。可是，政府為增加公營房屋供應，已決定將第一座重建為居屋，相關工作已於2023年1月起開始，第二座則保留。

## 結構
宏昌工廠大廈（原第一座）是一座設有升降機的新型分層工廠大廈，鄰近長沙灣蔬菜批發市場及長沙灣臨時家禽批發市場，跟旁邊的宏昌大廈與荔枝角道成縱向排列，目前由房委會直接管理。大廈採用近似葵涌葵安工廠大廈的設計，但從高空角度鳥瞰樓宇，是像一個拉長了的「雙十」字型，升降機分別設於大廈中央及兩端附翼，而廁所則同時在兩端附翼的升降機大堂旁邊，大廈辦事處設於地下。根據香港審計署2011年之報告，宏昌工廠大廈樓高11層，出租面積26,086平方公尺，提供1,020個面積為25平方公尺之單位。
至於宏昌大廈（原第二座）曾經是前政府物料供應處的九龍區總部，面積約為2.81萬平方公尺，設計跟宏昌工廠大廈一樣。據政府產業署表示，該大廈現屬香港特區政府自置物業，是一座一般用途聯用辦公大樓，目前全部單位已經編配給其他政府部門作長期使用。同時有些政府部門在該大廈租用部份樓面作為倉庫，例如建築署、土木工程拓展署、環境保護署、路政署等，選舉事務處也一度在其貨倉設立後備選舉點票站。此外，香港海關在該大廈設置檢獲物品貯存倉暨辦公室，亦在那裡拍賣由海關充公的物品。

## 歷史
宏昌工廠大廈在1984年11月由香港房屋委員會建成，為區內及附近地區提供適合中小型工業發展的工廠，以應付當時小型工廠單位的殷切需求。房委會前身徙置事務處自1957年10月開始發展徙置工廠大廈，以吸納俗稱「山寨廠」的家庭式工業及小規模工場，令到政府廠廈單位大增，不少小型廠戶都因這些單位而受惠。1960年代初，香港政府在長沙灣填海，而工廠的原址是用作沙倉用途。1980年代起，香港政府開始在荔枝角道以南近長沙灣蔬菜批發市場發展工廠大廈，這一帶土地都是在政府收回土地及發展後，這裡便成為工業用地，經歷幾年來的建設，宏昌工廠大廈到1984年接近落成，房委會也在該年7月中起透過政府統計處協助抽樣，向四萬名工廠東主致函介紹該廠廈。
幾日之後，房委會正式接受市民申請宏昌第一座的單位，月租連差餉及管理費介乎每平方公尺35.5至67.4港元，因為房委會在同年簡化申請程序及撤銷租用單位數目限制，申請者可租用多於一個單位，甚至可以將全層租下。申請是以先到先得方式處理，並經由職員協助選擇單位及簽約，最快可在半小時內辦妥。單在招租首日，就有不少人親自前往現場參觀。其中逾四百人排隊索取申請表，房委會辦事處亦接到逾兩百次電話查詢。據房委會統計，首三日成功租出之單位，分別有322個、151個及133個，即合共606個，佔可予租賃的1,045個單位（比現時的可租賃單位略多）之大約六成。大多數申請人只租用一個單位，但有些人租了兩至四個，甚至有人一口氣租下大半層約70個單位。
宏昌第一座招租完成後到11月正式入伙，至此房委會的廠廈數目增至全盛時期的17座，可是由於香港工業在這個時候因中國大陸改革開放而呈現北移現象，香港廠廈單位需求開始下降，房委會至此之後便不再興建廠廈。至於原本的宏昌第二座原定於1985年2月落成，不過房委會當時未決定該大廈的用途，到落成後卻決定售予前政府物料供應處作為九龍總部及倉庫（該處曾經擬在九龍灣興建九龍總辦事處），後來更易名為宏昌大廈，故此這座大廈沒有租出予廠戶使用。另一方面，房委會在1989年檢討其轄下廠廈的情況，決議長遠逐步減持廠廈單位，以集中發展公共房屋，結果房委會在清拆一些舊式廠廈之後，旗下廠廈就只剩下宏昌等六處建築。

## 現況

### 租用
宏昌工廠大廈（原第一座）現時是房委會現有六座運作中工廠大廈之一，如同其他房委會廠廈一樣，幾乎達至全面出租。據房委會數字，宏昌在2020年的租用率約為95%，租戶總數約有490戶。據香港民主民生協進會的時任立法會議員馮檢基在2013年表示，該年宏昌有約500名廠戶及3,000名工人。而這些人業務多元，主要從事電子、電力和水務工程等小型行業，也有人開設裝修、印刷、蒸籠及紙製祭品製作工廠等，廠戶大多是當時超過40歲人士。不過早期卻有人在廠廈開設非法賭場，例如地下麻雀館，因此曾導致警方進入廠廈採取行動及拘捕。前藝人翁靜晶也曾經寫書提及該廠廈部份單位在晚間工廈變為麻雀館，質疑房委會監管不力。2003年12月，該廠廈發生地下麻雀館縱火案，該案兇手走上某間改作麻雀館的單位，威脅受害人並把火把擲出，單位迅速起火，最終導致三死八傷，而兇手則被判誤殺罪名成立並入獄十年。

### 重建

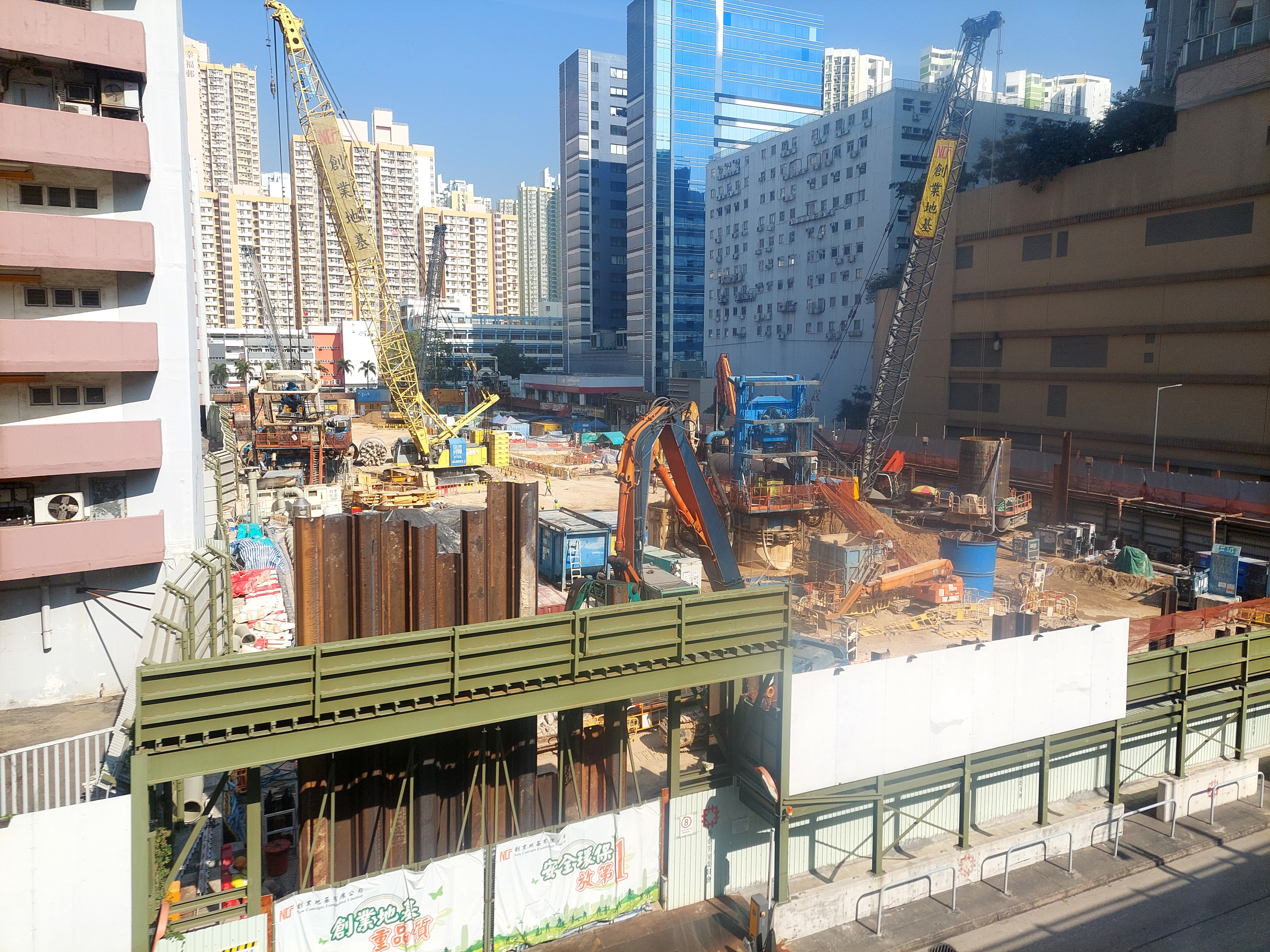
宏昌工廠大廈拆卸後重建為居屋，正進行地基工程（2024年12月）

行政長官林鄭月娥透過《2019年施政報告》及《2020年施政報告》建議房委會將旗下廠廈重建為公屋，當中位處麗翠苑、宇晴軒等「西九四小龍」附近的宏昌，有媒體認為最具重建潛力，而且重建後至少可以興建三座樓宇及提供逾千個單位。早在1998年，香港特區政府鑑於市區住宅供應不足，於是把宏昌工廠大廈（第一座）及宏昌大廈（第二座）一帶的用地，由工業改劃作住宅用途，規劃署在當年2月及4月，分別諮詢深水埗臨時區議會及公眾意見，沒有接獲反對意見，但承認無諮詢過廠廈廠戶。2003年上述的縱火案發生後，馮檢基本人更批評該處空置率高及管理困難，建議立即收回該處重建發展。
可是，城市規劃委員會在2013年3月決定將附近的亞洲高爾夫球會場地由「休憩用地」改成「住宅用地」，計劃重建為長沙灣邨二期公屋，即是現時的麗翠苑；而為補償區內「休憩用地」，城規會建議把整個宏昌工廠大廈、部份宏昌大廈及部份臨時家禽批發市場用地，改劃為「休憩用地」。消息一出即引起宏昌工廠大廈的廠戶反對，他們其後成立「宏昌事件關注組」，擔心如果廠廈要清拆，他們難以找到區內相近租金的私營工廠單位，以及令工人失業及損失生意，政府做法等同扼殺中小型企業的生存空間。他們聯同民協成員在6月到城規會請願以表達關注，要求將宏昌的土地用途改回廠廈落成當初的工業用途。城規會後來在同年10月開會討論《長沙灣分區計劃大綱草圖》，廠廈代表出席會議及重申反對將該用地改為休憩用途，曾經建議重建廠廈的馮檢基，批評港府只懂保護政府用地（指宏昌大廈政府倉庫），而對廠廈下手。當時房委會代表強調，暫未有計劃將宏昌拆卸重建，即使政府改劃土地用途，也不會影響廠廈租賃和日常運作。
之後數年，雖然港府未落實重建廠廈，但也從未放棄相關拆遷計劃。2019年8月，港府計劃提交《消防安全（工業建築物）條例》草案，由於宏昌等廠廈均在1987年前興建，所以若條例獲得通過，房委會便需展開大規模改善工程以提升消防標準。為盡量減少受影響租戶數目及避免新出租單位租戶蒙受損失，房委會於是在同年暫時凍結出租空置工廠單位。直到目前為止，廠戶依然反對將廠廈重建，要求不遷不拆，呼籲港府不要向他們打主意。
2021年5月，房委會公佈已完成相關研究，並擬先將穗輝、葵安、業安及宏昌工廠大廈旗下四座廠廈，拆卸重建成為公營房屋，並將展開改劃為住宅用途程序，預計最快在一年半後清拆，到2031年可以提供公屋單位供市民入住。房屋署在同年11月9日向深水埗區議會提交重建方案，表示將在原址重建兩座住宅大廈及提供1,200個單位，工程已於2023年1月展開。保留目前用作政府貨倉的宏昌大廈，亦沒有研究重建之可行性。

## 交通
港鐵
- █  荃灣綫：長沙灣站（B出口）、荔枝角站（D4出口）[35]

## 外部連結
- 工廠大廈（页面存档备份，存于），香港房屋委員會